# Саундерс (футбольний клуб)
Спортивний клуб «Саундерс» або просто «Саундерс» (англ. Saunders Sports Club) — ланкійський футбольний клуб з міста Петтах, у столичному окрузі Коломбо.

## Історія
Заснований у 1932 році в місті Петтах, зі столичного округу Коломбо. Найуспішніший клуб країни. 12-кратний переможець Прем'єр-ліги Шрі-Ланки, 16-кратний володар Кубку Футбольної асоціації Шрі-Ланки та 5-кратний володар регіональних кубків.
У міжнародних турнірах брав участь 8 разів, але жодного разу не зміг подолати другий раунд.

## Досягнення
- Прем'єр-ліга Шрі-Ланки
  -  Чемпіон (12): 1985, 1986, 1987, 1989, 1991, 1992, 1996, 1997, 1998/99, 2000/01, 2001/02, 2004/05

- Кубку Футбольної асоціації Шрі-Ланки
  -  Володар (16): 1949, 1952, 1954, 1955, 1960, 1963, 1964, 1982, 1983/84, 1984/85, 1987/88, 1991/92, 1992/93, 1996/97, 1998/99, 2000/01

- Кубок виклику Абдул Рахмана
  -  Володар (1): 1949

- Золотий кубок Шрі-Ланки
  -  Володар (3): 1955, 1999, 2009

- Щит Геннінга
  -  Володар (1): 1949

- Кубок Сера Стенлі Роуса
  -  Володар (1): 1969

## Виступи у змаганнях під егідою АФК
- Клубний чемпіонат Азії: 7 виступів

1985: Перший раунд
1986–87: Другий раунд
1988–89: Перший раунд
1995–96: Перший раунд
1997–98: Перший раунд
1998–99: Другий раунд
2001–02: Другий раунд / Знявся
- Ліга чемпіонів АФК

2002–03: Кваліфікаційний раунд